# 武内涼
武内 涼（たけうち りょう、1978年2月9日 - ）は、日本の小説家。群馬県高崎市出身。

## 経歴
群馬県立高崎高等学校、早稲田大学第一文学部卒業。
映画、テレビの制作に携わった後、第17回日本ホラー小説大賞の最終候補作となった作品を改題・改稿した『忍びの森』でデビュー。
2015年に『妖草師』シリーズが第1回徳間文庫大賞を受賞。同シリーズでこの時代小説がすごい!2016年版の文庫書き下ろし部門で第1位を獲得。
2022年に『阿修羅草紙』で第24回大藪春彦賞を受賞。

## 受賞・候補
- 2010年『青と妖』で第17回日本ホラー小説大賞候補
- 2015年『妖草師』シリーズで第1回徳間文庫大賞（書下し部門）受賞
- 2017年『駒姫 三条河原異聞』で第7回本屋が選ぶ時代小説大賞候補
- 2018年『駒姫 三条河原異聞』で第7回歴史時代作家クラブ賞（作品賞）候補
- 2022年『阿修羅草紙』で第24回大藪春彦賞受賞

## 著書
- 『忍びの森』角川ホラー文庫 2011
- 『戦都の陰陽師』角川ホラー文庫 2011
  - 『戦都の陰陽師 騒乱ノ奈良編』角川ホラー文庫 2012
  - 『戦都の陰陽師 迷宮城編』角川ホラー文庫 2013
- 『秀吉を討て』角川書店 2013　のち文庫
- 『鬼狩りの梓馬』角川ホラー文庫 2014
- 『忍び道 忍者の学舎開校の巻』光文社文庫 2014
  - 『忍び道 利根川激闘の巻』光文社文庫 2015
- 『妖草師』徳間文庫 2014
  - 『人斬り草 妖草師』徳間文庫 2015
  - 『妖草師 魔性納言』徳間文庫 2016
  - 『無間如来 妖草師』徳間文庫 2017
- 『吉野太平記（上下）』ハルキ文庫 2015
- 『暗殺者、野風』KADOKAWA 2017
- 『駒姫 三条河原異聞』新潮社 2017
- 『はぐれ馬借』集英社文庫 2017
  - 『はぐれ馬借 疾風の土佐』集英社文庫 2018
- 『東遊記』角川書店 2018
- 『敗れども負けず』新潮社 2018
- 『謀叛花 妖草師』徳間時代小説文庫 2019
- 『不死鬼 源平妖乱』祥伝社文庫 2019
  - 『源平妖乱 信州吸血城』祥伝社文庫 2020
- 『謀聖 尼子経久伝 青雲の章』講談社文庫、2022年。ISBN 978-4-06526-705-9。
  - 『謀聖 尼子経久伝 風雲の章』講談社文庫、2022年。ISBN 978-4-06528-010-2。
  - 『謀聖 尼子経久伝 瑞雲の章』講談社文庫、2022年。ISBN 978-4-06529-320-1。
  - 『謀聖 尼子経久伝 雷雲の章』講談社文庫、2023年。ISBN 978-4-06531-043-4。
- 『厳島』新潮社 2023